# La Chasse (Carracci)
Pour les articles homonymes, voir La Chasse.
La Chasse (ou Scène de Chasse) est une peinture de l'artiste italien Annibale Carracci, peint avant 1595, et donné à Louis XIV par le prince Camillo Pamphili en 1665. Il est actuellement détenu et exposé au musée du Louvre à Paris.

## Histoire
La peinture et son pendant, La Pêche, ont été inclus dans l'inventaire de Charles Le Brun en 1683, et en novembre 1695 ils se trouvaient dans les appartements du jeune frère du Roi Louis XIV. C'est sans doute pour cette raison qu'ils ont reçu deux cadres dorés somptueux, chacun avec des attributs adaptés à l'objet de la peinture, parmi les plus beaux exemples de l'art de l'encadrement à l'époque de Louis XIV. En 1955, lorsque le vernis était en cours de nettoyage, la dorure du XIXe siècle couvrant la dorure d'origine a été supprimée.
Cette œuvre, comme son pendant, date de la période bolonaise de Carrache, avant son départ pour Rome en 1595, pour peindre la galerie Farnèse. À cette époque, il était très intéressé par les paysages. Son intérêt était la campagne. Sans thème religieux comme prétexte, il peint deux paysages purs, dont les vrais sujets sont la forêt et la rivière, motivés par les thèmes de la chasse et de la pêche. Donc Carrache a pu montrer la nature animée avec la vie de l'aristocratie et des gens ordinaires.  
Avec la galerie Farnèse, ces deux tableaux thématiques font partie des chefs-d'œuvre de Carrache, et ont toujours été très admirés par les artistes. Manet a trouvé l'inspiration dans la Pêche, et la Chasse a été copié par Matisse, Edvard Munch et Rouault[Lequel ?].

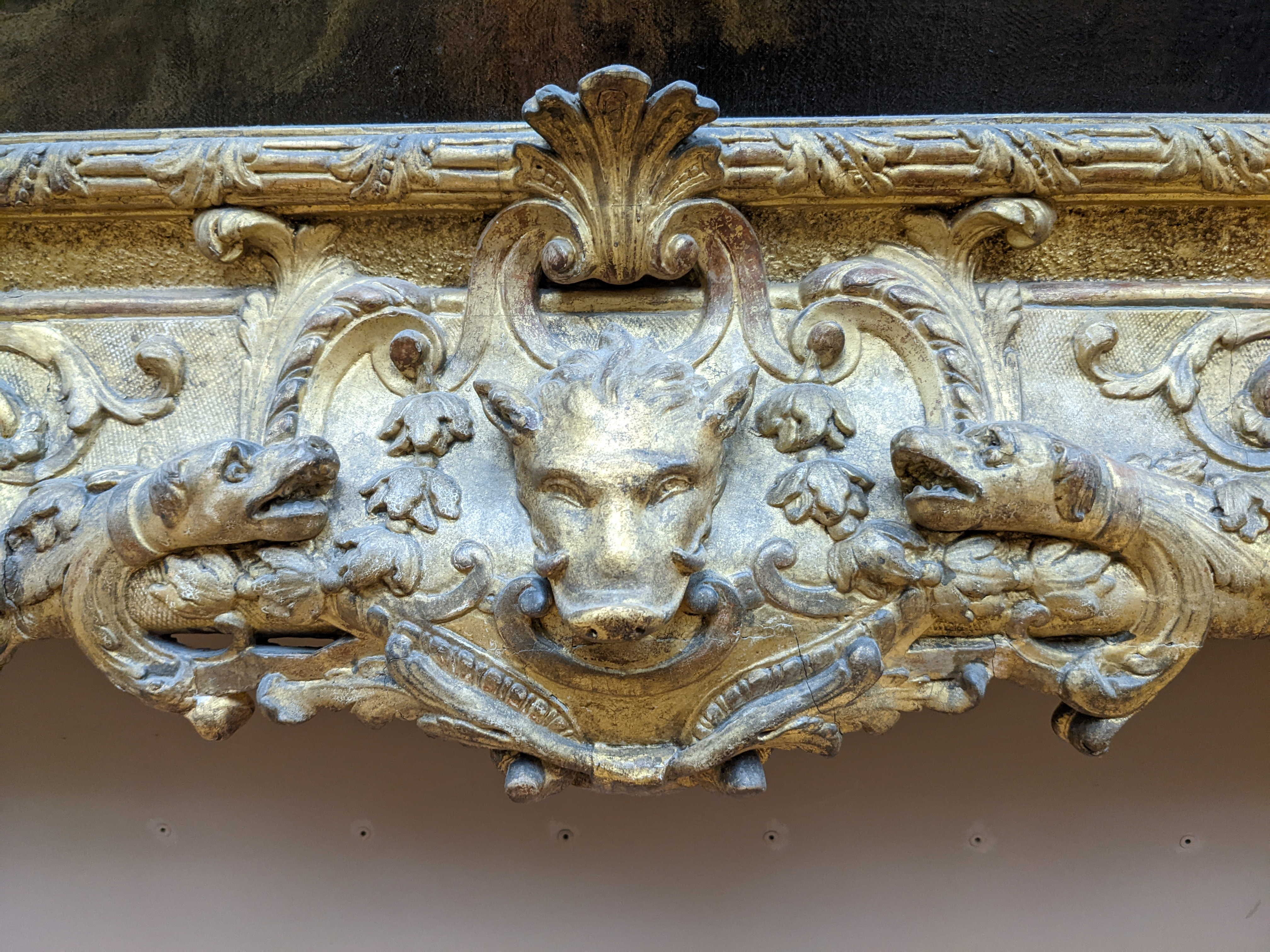
Détail du cadre
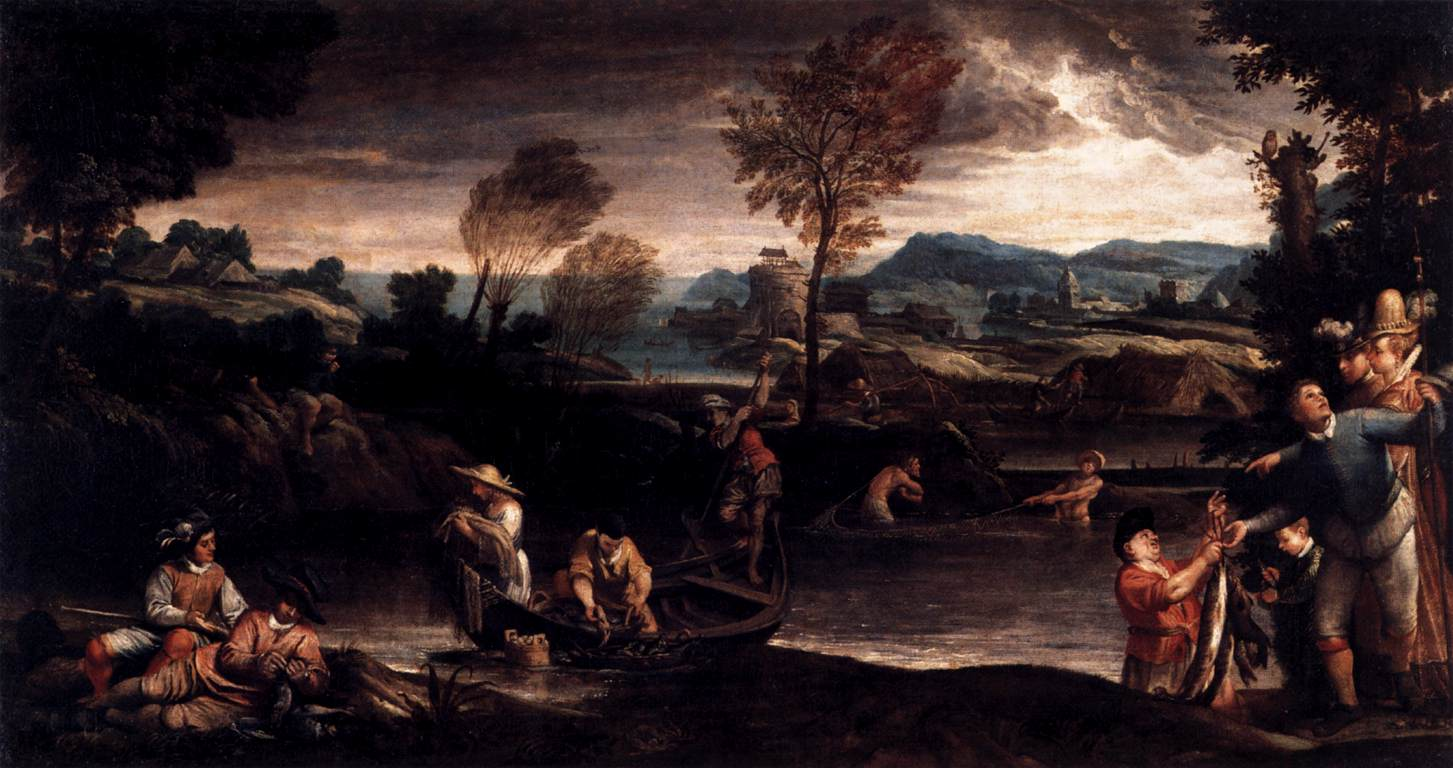
Scène de pêche par Annibale Carracci (avant 1595), 1,36 m x 2,53 m